# Bruno Latour
Bruno Latour (en francés: [bʁyˈno laˈtuʁ]; (Beaune, Borgoña; 22 de junio de 1947 - París, 9 de octubre de 2022) fue un filósofo, sociólogo y antropólogo francés. Era especialista en Estudios de Ciencia, Tecnología y Sociedad, y uno de los principales referentes de la Teoría del Actor-Red. Tras impartir clases en la École des Mines de París (Centre de Sociologie de l'Innovation) de 1982 a 2006, se convirtió en profesor del Instituto de Estudios Políticos de París (2006-2017), donde fue director científico del Sciences Po Medialab. Se retiró de varias actividades universitarias en 2017. También fue profesor del centenario de la Escuela de Economía de Londres.
Latour es principalmente conocido por sus libros Nunca fuimos modernos (1991), La vida en el laboratorio (con Steve Woolgar, 1979) y Ciencia en acción (1987). Aunque sus estudios sobre la práctica científica se asociaron en su momento con los enfoques construccionistas sociales de la filosofía de la ciencia, Latour se apartó significativamente de dichos enfoques. Fue más conocido por retirarse de la división subjetivo/objetivo y volver a desarrollar el enfoque para trabajar en la práctica. Latour dijo en 2017 que estaba interesado en ayudar a reconstruir la confianza en la ciencia y que es necesario recuperar parte de la autoridad de esta. Junto con Michel Callon, Madeleine Akrich y John Law, Latour es uno de los principales desarrolladores de la Teoría del Actor-Red (ANT), un enfoque construccionista influenciado por la etnometodología de Harold Garfinkel, la semiótica generativa de Algirdas Julien Greimas y (más recientemente) la sociología del rival de Émile Durkheim, Gabriel Tarde. 

## Biografía
Bruno Latour nació en Beaune, Francia, en 1947. Estudió filosofía bajo la influencia de Michel Serres. Interesado por la antropología, ingresó al Institut de Recherche pour le Développement y realizó su trabajo de campo en Abiyán, en Costa de Marfil. Luego se interesó por la actividad científica. Como resultado de una investigación etnográfica en el Instituto Salk (La Jolla, California), publicó en 1979 La vida en el laboratorio, que coescribió con Steve Woolgar.
En 1984 publicó Les Microbes: Guerre Et Paix, un repaso de la vida y obra de Louis Pasteur y su descubrimiento de los microbios. En adelante su libros fueron fundamentalmente teóricos (Ciencia en acción, La esperanza de Pandora, donde plantea el fenómeno de la cajanegrización), siendo Latour un pensador clave de la Teoría del Actor-Red. Su libro más famoso, Nunca fuimos modernos, apareció en 1991. Entre 1982 y 2006 enseñó en el Centre de Sociologie de l'Innovation de la Escuela de Minas de París. Desde 2007 fue profesor del Instituto de Estudios Políticos de París. Es doctor honoris causa por las universidades de Lund, Lausana y Montreal y medalla de honor del Instituto de Estudios Avanzados de la Universidad de Bolonia.
En 2013 le fue concedido el Premio Holberg. Posee varios doctorados honorarios, así como la Légion d'Honneur de Francia (2012). La Fundación Internacional Spinozaprijs holandesa le otorgó el "Spinozalens 2020". En 2021 recibió el Premio Kyoto en la categoría "Pensamiento y Ética".

## Conceptos principales
Bruno Latour consideraba que, en general, el vocabulario empleado en los textos de teoría científica dificulta a menudo su comprensión y suscita vivas controversias. También consideraba que, aunque este vocabulario sea usado también en otras disciplinas como la antropología, la geografía, la psicología social o el mundo de las organizaciones, cabe decir que hay una serie de elementos que conforman y contribuyen a la teoría del actor-red, la teoría fundamental del pensamiento de Bruno Latour que cabría desarrollar más profundamente.
Estas nociones son:

### Inscripción
Bruno Latour, junto con Steve Woolgar publicó en 1979 La vida en el laboratorio. La construcción social de los hechos científicos. En esta obra definían la inscripción como todo tipo de referencias a través de la cual una entidad se transforma en un signo, archivo de datos, documento o un simple trozo de papel.
Es decir, es una noción que permite transformar en un signo o diagrama el propio objeto del conocimiento científico. Así, por ejemplo, un mapa genético es una inscripción generada por todo el instrumental técnico que lo permite.

### Traducción
Por traducción entendemos toda la serie de negociaciones, intrigas, actos de persuasión o violencia gracias a los cuales un actor consigue la adhesión de los otros actores. Cabe destacar que este proceso consta de diversas fases .
La primera fase de este proceso consiste en considerar que un actor puede cambiar sus objetivos para adaptarlos al del otro actor. También podemos considerar un cambio de objetivos generales, aunque en esta fase, podríamos considerar la posibilidad de ofrecer la invención de nuevos grupos de actores que hagan más sencilla la construcción de nuevos objetivos. También cabe considerar que podemos reorganizar los intereses y objetivos propios para superar cualquier dificultad en el camino de la investigación, y finalmente, cabe considerar la posibilidad de que se considere como un paso intermedio indispensable en el proceso.
En general, como hemos visto, debemos considerar que el proceso de traducción es un proceso agónico, que no tiene final, que exige un esfuerzo sin fin, y que, por último, no es nunca inalterable.

### Simetría
La simetría es el principio según el cual se debe utilizar el mismo conjunto de factores explicativos para dar cuenta de todas las teorías en torno a un mismo hecho científico o tecnológico, tanto los fallidos como los exitosos. Este principio proviene de las teorías de David Bloor que evidencian que mientras el conocimiento es constructivista con la naturaleza, es, por otra parte, realista con la sociedad.
Así pues, se puede añadir que se trataría de dar la misma importancia a los elementos científicos y técnicos que a la propia naturaleza humana traducida en intereses políticos, sociales, psicológicos o de cualquier otra índole.

### Caja negra
El término de caja negra proviene de la informática o cibernética; en síntesis, una caja negra es un elemento o conjunto cuyo funcionamiento no tiene importancia en la investigación por ser demasiado complejo. Así pues de este elemento u objeto solo necesitamos saber aquello que podemos definir como sus entradas (input) y sus salidas (output), que serán los elementos importantes en la investigación.
Para Latour, estas cajas negras nos permiten tomar ciertas decisiones que si no consideramos su existencia no podríamos tomar. Nos permiten avanzar accediendo al trabajo de los demás sin cuestionarlo, en lugar de reproducir continuamente ciertas controversias que no tendrían fin.

### Actante
El actante incluye a toda persona u objeto que se integra en el análisis de las ciencias sociales en igualdad de condiciones. Es decir, se podría definir como todo aquel objeto o ser que interviene en el proceso de una manera u otra. Este concepto permite englobar a todos aquellos elementos que aún de forma pasiva participan en el proceso.

## Trabajos principales

### La vida en el laboratorio
Luego, de esfuerzos tempranos, Latour cambió sus intereses de investigación para enfocarse en los científicos de laboratorio. En 1979, publicó La vida en el laboratorio: la construcción social de los hechos científicos, en coautoría con Steve Woolgar. En el libro, los autores emprenden un estudio etnográfico de un laboratorio de investigación en neuroendocrinología en el Instituto Salk. El trabajo argumenta que las descripciones ingenuas del método científico, donde las teorías son contrastadas por un único experimento, es inconsistente con la práctica de laboratorio real.
En el laboratorio, Latour y Woolgar observaron que un experimento típico produce solamente datos no concluyentes, que son atribuidos a menudo a fallas de los aparatos o del método experimental. Gran parte de la formación científica implica, de este modo, aprender a tomar decisiones subjetivas respecto a qué datos conservar y qué datos eliminar. Latour y Woolgar argumentan que, para observadores no entrenados, el proceso entero se parece menos a una búsqueda incontaminada de verdad y exactitud, que a un mecanismo para ignorar todo dato que contradiga la ortodoxia científica.
El libro produjo una imagen altamente heterodoxa y polémica de las ciencias. Basados en el trabajo de Gaston Bachelard, adelantan la idea de que los objetos de estudio científico son socialmente construidos dentro del laboratorio—no pueden ser atribuidos a una existencia exterior a los instrumentos que los miden y las mentes que les interpretan— . Ven la actividad científica como un sistema de creencias, tradiciones orales y prácticas culturales concretas. En síntesis, la ciencia es reconstruida no como un procedimiento o un conjunto de principios, sino como una cultura.
El libro de Latour Ciencia en acción: Cómo seguir los científicos y los Ingenieros a través de la sociedad (1987) es otro texto clave de sociología del conocimiento científico. Allí escribió su Segundo Principio: "los científicos y los ingenieros hablan en nombre de nuevos aliados que han reclutado y moldeado; son, entonces, representantes de otros representantes que añaden recursos inesperados para inclinar a su favor el equilibrio de fuerzas"

### Nunca fuimos modernos
El trabajo de Latour Nous n'avons jamais été modernes: Essais d'anthropologie symétrique fue publicado en francés en 1991. Pronto sería traducido a numerosos idiomas, incluyendo el español, como Nunca fuimos modernos.
En el libro, Latour anima al lector de esta antropología de la ciencia a repensar y revaluar su paisaje mental. Latour argumenta que la sociedad nunca ha sido realmente moderna. Ve al modernismo como una era que creyó haber anulado el pasado entero tras su despertar. Presenta la reacción antimoderna como una defensa de entidades anteriores como el espíritu, racionalidad, libertad, sociedad, Dios, o incluso el pasado. Los posmodernos, según Latour, también aceptan las abstracciones modernas como si fuesen reales. En contraste, la aproximación no-moderna restablece la simetría entre ciencia y tecnología por un lado, y sociedad por el otro. Latour también se refiere a la imposibilidad de regresar a lo premoderno, ya que impide la experimentación en gran escala que fue un beneficio del modernismo.
Latour intenta probar a través de estudios de caso la falacia entre las oposiciones modernas de objeto/sujeto y sociedad/naturaleza, las cuales pueden ser remontadas a Platón. Rechaza el concepto de "allí" versus "aquí". Sentenció la distinción objeto/sujeto como sencillamente inutilizable y propuso una aproximación nueva hacia el conocimiento. Latour considera que los no-modernos juegan en un campo diferente. Lo refiere como un campo más ancho y menos polémico, creación de un territorio desconocido, al cual se refiere jovialmente como el Reino Medio.

### Reensamblar lo social: una introducción a la teoría del actor-red
En el 2005, Bruno Latour publicó Reassembling the Social. An introduction to Actor-Network-Theory, que sería traducido tres años más tarde al español con el título de Reensamblar lo social: una introducción a la teoría del actor-red. En este libro Latour busca introducir de una manera sistemática a los principios fundamentales de la teoría social alternativa conocida como Teoría del Actor Red, presentando a lo largo de su obra las principales consideraciones y fundamentos de esta teoría, en cuyas principales características está el comprender la conformación de "lo social" como algo no preestablecido, algo en movimiento constante y cuyo estudio implica un minucioso rastreo que involucra la participación activa de agentes humanos y no humanos (objetos, ideas, discursos, etcétera).
En Reensamblar lo social, Latour continúa una re-evaluación de su obra, desarrollando lo que él llama una "metafísica práctica", que implica el reconocer la capacidad de agencia presente en toda clase de agentes, incluso en los no humanos, es así que si alguien dice: "me inspiró Dios para ser caritativo con mis vecinos" se estaría obligado a reconocer el "peso ontológico" de su afirmación, en lugar de intentar reemplazar su creencia en la presencia de Dios con "cuestiones sociales pre-asumidas", como la clase, el género, el imperialismo, etcétera. 
Los muchos matices de la metafísica de Latour exigen la existencia de una pluralidad de mundos y la voluntad del investigador de cartografiar estos mundos cada vez más, argumentando que los investigadores de lo social deben renunciar a la esperanza de colocar a sus actores en una estructura o marco, algo que la mayoría de los “sociólogos tradicionales” ven como una desventaja, mas Bruno Latour cree que es un sacrificio necesario en la realización de sus estudios para la obtención de mayores beneficios; es por ello que presenta dogmáticamente a su libro como una guía con soluciones prácticas para ayudar al lector en este cambio de paradigma, que implica abordar de manera distinta, mucho menos lineal a los estudios de las ciencias sociales.

### Modos de existencia
En el 2012 Latour publicó Investigación sobre los modos de existencia. Una antropología de los modernos, en el cual desplegó algunas ideas que venía madurando desde hace algunos años. Allí propone una descripción positiva de los modernos en contraste con el Nunca fuimos modernos, que parecía limitarse a negar la distinción naturaleza y sociedad. Latour invita al lector a compartir una investigación que reconoce una ontología múltiple, fuertemente influida por el pensamiento de Etienne Sourieau y Alfred North Whitehead. Justamente ambos autores venían siendo trabajados por Isabelle Stengers y su libro se beneficia de muchos de los desarrollos de la pensadora belga. También se evidencia la influencia de los trabajos del brasileño Eduardo Viveiros de Castro.
La primera naturaleza, bifurcada por los modernos, según el análisis de Whitehead, es reconsiderada como una amalgama entre dos modos de existencia: la de reproducción, propias de las líneas (seres inanimados) y linajes (seres vivos) [REP-REF]. La economía, esa especie de segunda naturaleza, a su vez es comprendida como una combinación de tres modos distintos de existencia: la de los seres apasionados, la de la organización (scripts) y la de la valorización, asociada a la vinculación entre medios y fines y la búsqueda de óptimos (moral) [ATT-ORG-MOR]. Los modos de existencia son descripciones empíricas de criterios de veridicción específicos, que instauran seres con ontologías identificables, trayectorias, continuidades y hiatus.
La condición de red pasa a ser un metalenguaje de la investigación. Los modos de existencia permiten multiplicar los seres, pasando más allá de la dicotomía humano-no humano, incorporando por ejemplos seres ficcionales, el modo de ser religioso, político, moral, del derecho, separar la técnica de la ciencia y reconocer ámbitos específicos en la vida colectiva, con ciertas reglas productivas propias.  La condición de cuasi-objeto y cuasi-sujeto es diversificada en modos de existencia. La Teoría de Actor Red cobra así una dimensión ontológica múltiple, de ruptura con la metafísica occidental y con las nostalgias de un monismo ontológico.

## Publicaciones

### Libros
- Laboratory Life: The Social Construction of Scientific Facts. (1979), con Steve Woolgar. (La vida en el laboratorio)
- Les Microbes: guerre et paix, seguido de Irréductions, (1984). (Pasteur: guerra y paz de los microbios. Seguido de Irreducciones, Editorial Isla Desierta, Buenos Aires).
- Pasteur. Bataille contre les microbes, Paris, Nathan, (1985).
- La Science en action,  (1989). (CIencia en Acción: Cómo seguir a los científicos e ingenieros a través de la sociedad, Editorial Labor, Barcelona 1992).
- La science telle qu'elle se fait. Anthologie de la sociologie des sciences de langue anglaise, (1991), con Michel Callon (dir.).
- Nous n'avons jamais été modernes. Essai d'anthropologie symétrique, (1991). (Nunca fuimos modernos, Siglo XXI Editores, Buenos Aires, 2007).
- Aramis ou l'amour des techniques, París, (1992).
- Éclaircissements. Cinq entretiens avec Bruno Latour, entretiens avec Michel Serres, F. Bourin, (1992).
- La clef de Berlin et autres leçons d'un amateur de sciences (1993).
- Pasteur, une science, un style, un siècle, (1994). (Pasteur: una ciencia, un estilo, un siglo, Siglo XXI Editores, Secretaría de Salud, México, 1995.
- Le métier de chercheur. Regard d'un anthropologue, une conférence-débat à l'INRA, Paris, le 22 septembre 1994, (1995).
- Petite réflexion sur le culte moderne des dieux faitiches, (1996).
- Petites leçons de sociologie des sciences, (1996).
- Paris, ville invisible, 1998, con Emilie Hermant)
- Pandora's Hope: An Essay on the Reality of Science Studies, (1999). (La esperanza de pandora: ensayos sobre la realidad de los estudios de la ciencia, Gedisa, Barcelona, 1999).
- Politiques de la nature. Comment faire entrer les sciences en démocratie, (1999).
- Jubiler ou les tourments de la parole religieuse, (2002).
- La Fabrique du droit. Une ethnographie du Conseil d'Etat, (2002).
- Un monde pluriel mais commun, entretiens con François Ewald, (2003).
- Reassembling the social. An introduction to Actor-Network (2005). (Reensamblar lo social. Una introducción a la teoría del actor-red, Editorial Manantial, Buenos Aires, 2005).
- Les Atmosphères de la politique. Dialogue pour un monde commun, (avec Philippe Descola, François Jullien, Gilles Kepel et al.), Paris, Les Empêcheurs de penser en rond, (2006), con Pasquale Gagliardi (dir.).
- Sociologie de la traduction : textes fondateurs, (2006), con Madeleine Akrich et Michel Callon (ed.)
- Chroniques d'un amateur de sciences, 2006. Chroniques précédemment parues dans La Recherche, 1995-2001.
- Le dialogue des cultures, actes des rencontres inaugurales du Musée du quai Branly, 21 juin 2006, Arles, Actes Sud (2007).
- L'Économie, science des intérêts passionnés. Introduction à l'anthropologie économique de Gabriel Tarde, (2008)
- Sur le culte moderne des dieux faitiches, seguido de Iconoclash, (2009).
- Cogitamus. Six lettres sur les humanités scientifiques, (2010).
- An Inquiry Into Modes of Existence, (2013).
- Reset Modernity!, (2016).
- Facing Gaia. Eight Lectures on the New Climatic Regime, (2017).
- Down to Earth: Politics in the New Climatic Regime, (2018).
- After Lockdown: A Metamorphosis. England: (2021).

#### Ediciones en español
- La vida en el laboratorio. La construcción de los hechos científicos, Madrid, Alianza, 1995 (v.o. 1979) (con Steve Woolgar).
- Ciencia en acción. Cómo seguir a los científicos e ingenieros a través de la sociedad, Barcelona, Labor, 1992 (v.o. 1987).
- Nunca fuimos modernos. Ensayo de antropología simétrica, Madrid, Siglo XXI, 2007 (v.o. 1991).
- La esperanza de Pandora. Ensayos sobre la realidad de los estudios de la ciencia, Barcelona, Gedisa, 2001 (v.o. 1999).
- Re-ensamblar lo social. Una introducción a la teoría del actor-red, Buenos Aires, Manantial, 2008 (v.o. 2005).
- Las Atmósferas de la Política. Diálogo sobre la Democracia, Madrid, Editorial Complutense, 2008 (con Pasquale Gagliardi y otros).
- Investigación sobre los modos de existencia. Una antropología de los modernos, Buenos Aires, Paidos, 2013 (v.o. 2012).
- Cara a cara con el planeta. Una nueva mirada sobre el cambio climático alejada de las posiciones apocalípticas. Buenos Aires, Siglo XXI Editores, 2017.
- ¿Es la geo-logía el nuevo paraguas para todas las ciencias...?. Humus Editores SpA, 2017.
- Dónde aterrizar. Cómo orientarse en política. Taurus, 2019.
- ¿Dónde estoy? Una guía para habitar el planeta. Taurus, 2021.

### Teatro
- 2010: Cosmocolosse de Bruno Latour, Chloé Latour et Frédérique Aït-Touati
- 2013: Gaia Global Circus de Pierre Daubigny (dans le cadre de et à partir des travaux du projet Gaia Global Circus, cofondé par Bruno Latour), mise en scène de Frédérique Aït-Touati et Chloé Latour
- 2015: Le Théâtre des Négociations/Make it Work con Frédérique Aït-Touati et Philippe Quesne)
- 2016: Inside, conférence-performance de Bruno Latour.
- 2019: Moving Earths, conférence-performance de Bruno Latour, mise en scène Frédérique Aït-Touati.